# Teorema della scimmia instancabile

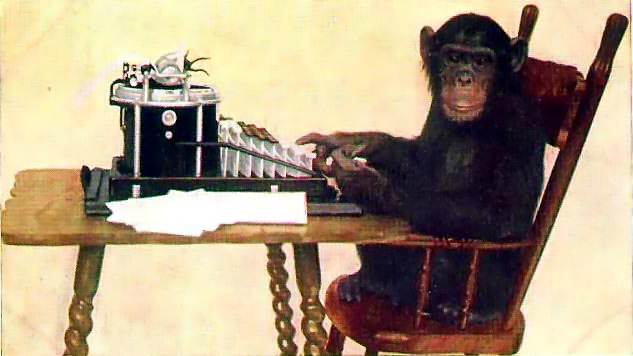
Secondo il teorema uno scimpanzé come questo, premendo i tasti della tastiera per un tempo sufficientemente lungo, arriverà quasi sicuramente a comporre qualsiasi opera conservata nella Biblioteca nazionale di Francia

Il teorema della scimmia instancabile o teorema delle scimmie infinite afferma che una scimmia che prema a caso i tasti di una tastiera per un tempo infinitamente lungo quasi certamente riuscirà a comporre qualsiasi testo prefissato. Come esempio i francofoni prendono i volumi della Biblioteca nazionale di Francia e gli anglosassoni le opere di William Shakespeare e, per quanto riguarda l'Italia, la Divina Commedia. Il teorema può essere considerato un caso particolare del secondo lemma di Borel-Cantelli.
Questa formulazione del problema è stata data da Émile Borel. La (o le) "scimmie" che battono a macchina rappresentano soltanto un meccanismo per produrre una sequenza infinita di caratteri casuali.

## Aspetti matematici
Data una tastiera di {\displaystyle m} tasti e un testo da riprodurre di {\displaystyle k} battute, la probabilità di non effettuarlo in {\displaystyle n} tentativi (indipendenti) è 
{\displaystyle \left(1-{\frac {1}{m^{k}}}\right)^{n}} e il limite {\displaystyle n\longrightarrow +\infty } porta tutta l'espressione a {\displaystyle 0} perciò la probabilità di riprodurre un testo fissato se si prova all'infinito è {\displaystyle 1}.
Per una definizione formale è possibile consultare la dimostrazione del paradosso di Borel (o paradosso della scimmia).
Richard Dawkins ha osservato, nel suo L'orologiaio cieco (1986, capitolo III), che al ritmo di una lettera al secondo il tempo trascorso dalla nascita dell'Universo ad oggi non sarebbe stato (quasi sicuramente) sufficiente alla scimmia per terminare il proprio lavoro. In particolare ha verificato, con un programma che genera casualmente lettere dell'alfabeto, che la probabilità per una scimmia di scrivere soltanto le prime 28 battute di una frase di Shakespeare è appena di {\displaystyle \left({\frac {1}{27}}\right)^{28}}, ossia 1 su 10.000 milioni di milioni di milioni di milioni di milioni di milioni. Per avere un riferimento basti pensare che le probabilità di vincere al SuperEnalotto sono di 1 su 622 milioni.
In caso di multiverso o di tempo infinito il teorema sarebbe invece una spiegazione adeguata per la perfezione delle leggi naturali adatte allo sviluppo della vita intelligente (principio antropico forte).

## Nella letteratura
L'idea di produrre tutti i possibili testi combinando casualmente le lettere dell'alfabeto è già presente ne I viaggi di Gulliver di Jonathan Swift, come uno dei progetti degli accademici di Lagado, nell'isola di Laputa. Jorge Luis Borges, nel saggio La Biblioteca Total (apparso sulla rivista Sur nel 1939), attribuisce questo "teorema" ad Huxley (non specifica però se Aldous o Thomas Henry), ed in seguito lo inserisce (senza però citarlo) all'interno della struttura del suo racconto La Biblioteca di Babele (1941, raccolto in Finzioni). Douglas Adams nella Guida galattica per gli autostoppisti fra gli eventi osservati da Arthur Dent durante la propulsione ad improbabilità infinita cita «un'incredibile moltitudine di scimmie che vogliono parlarci di una sceneggiatura dell'Amleto che avrebbero appena finito di scrivere».
Un altro testo più recente che si ispira ad una variante di questo "teorema" è il romanzo giallo An Infinite Number of Monkeys di Les Roberts.. Il caso è citato anche da Sciascia nel suo "Candido".
Nel fumetto Animal Man (n. 25 Gli enigmi della scimmia) di Grant Morrison è presente una scimmia che, dopo aver scritto a macchina le opere complete di William Shakespeare, sta scrivendo proprio la storia che stiamo leggendo e che permetterà al protagonista del fumetto stesso, Animal Man, di uscire dal limbo dei supereroi dimenticati.

## Nella musica
La  sonata in sol minore K. 30 di Domenico Scarlatti è conosciuta come Fuga del gatto in quanto caratterizzata da un insolito intervallo di note tale per cui nel XIX secolo nacque l'aneddoto che il tema musicale fosse stato ispirato dalle note suonate casualmente sulla tastiera dal gatto del compositore napoletano.